# Friedrichsberg (Schleswig)

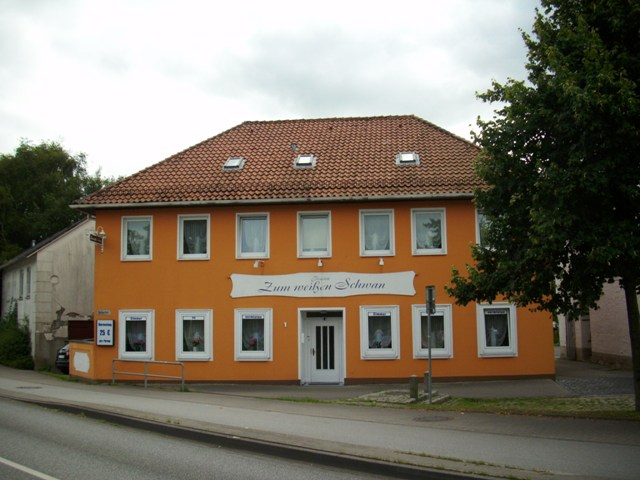
Früheres Gottorfer Posthaus

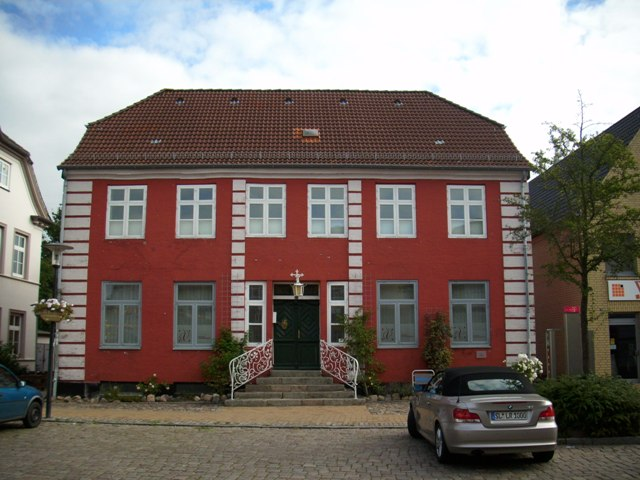
Palais in der Friedrichstraße

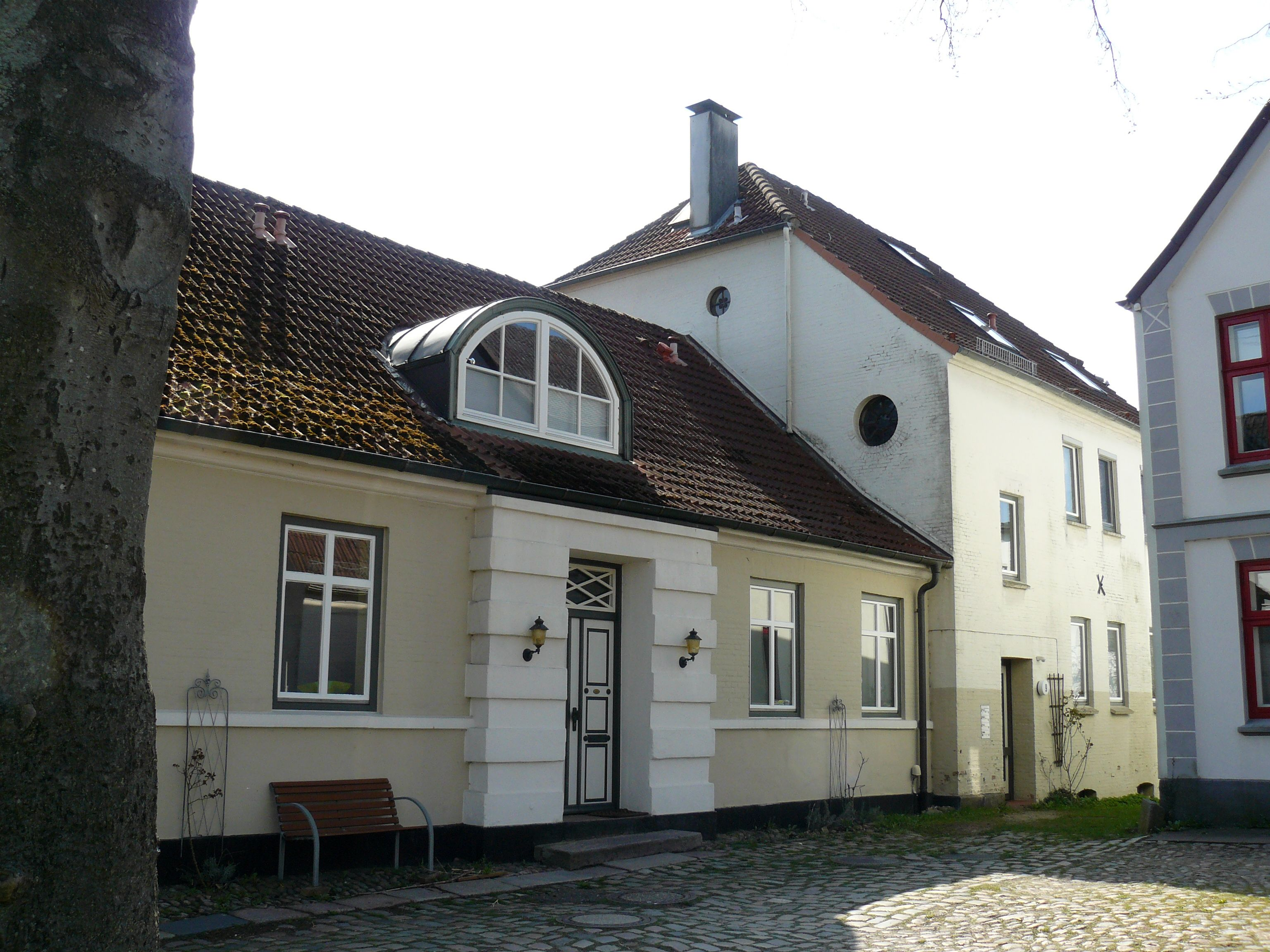
Früheres Gefängnis

Friedrichsberg (dänisch Frederiksberg) ist ein Stadtteil der Stadt Schleswig. Es liegt zwischen dem Gottorfer Burgsee und dem Busdorfer Teich am südlichen Ende der Schlei.

## Geschichte
Die Siedlung Friedrichsberg entwickelte sich ab Ende des 16. Jahrhunderts in der Umgebung des Gottorfer Schlosses, indem sich im Umfeld fürstlicher Gärten und Teiche ein Teil des Hofpersonals und erste Familien aus dem Adel ansiedelten. Ansonsten bestand der Ort zunächst vor allem aus Wirtschaftseinrichtungen des Hofes. Straßennamen wie Herrenstall und Alter Garten verweisen noch heute auf die frühere Lage der Reitställe und der Küchen- und Ziergärten des Schlosses. Einen entscheidenden Impuls für die Entwicklung der Siedlung war der Bau des Gottorfer Dammes unter Herzog Adolf 1582, der Friedrichsberg mit dem Lollfuß auf dem nördlichen Ufer der Schlei verband.
Noch bis Mitte des 17. Jahrhunderts war der Ort als Kratzenberg (dänisch: Kratbjerg) bekannt. Der frühere Name verweist auf das dänische Wort krat für Buschwerk oder Dickicht. Erst nach dem Bau der von Elisabeth Beling gestifteten und finanzierten Kirche unter Herzog Friedrich III. ab 1650 bekam die Siedlung den Namen Friedrichsberg. Bis zu Etablierung eines eigenen Kirchspiels war der Ort noch Teil der Haddebyer Pfarrei gewesen.
1638 gründeten die Bewohner Friedrichsbergs eine Beliebung, 1658 folgte die Gründung einer Gilde, auch ein eigenes Schul- und Gerichtswesen wurde etabliert. 1711 wurde Friedrichsberg zusammen mit dem Lollfuß und Schleswig zur kombinierten Stadt Schleswig zusammengeschlossen. Friedrichsberg wurde so zum achten Quartier der Schleistadt. Die Bindung zum Hof blieb in der Zeit nach dem Zusammenschluss mit Schleswig und dem Lollfuß bestehen. Nach dem Deutsch-Dänischen Krieg 1864 wurde das bis dahin dänische Friedrichsberg preußisch. Als Folge davon wurde zwischen 1876 und 1878 auf dem Gelände des früheren Bjelkeschen Palais in direkter Nachbarschaft zum Schloss das neue Regierungsgebäude der schleswig-holsteinischen Provinzregierung gebaut. Das imposante Backsteingebäude bekam im Volksmund schnell den Namen Roter Elefant und ist heute Sitz des Oberlandesgerichtes.
1869 wurde der Schleswiger Bahnhof nach Friedrichsberg verlegt. Weitere Veränderungen erfuhr der Ortsteil durch die Zuschüttung des zentral am Herrenstall gelegenen Mühlenteiches im Jahr 1900 und die teilweise Kanalisierung des vom Busdorfer Teich kommenden Mühlenbaches. Die Küstenlinie zur Schlei wurde im 20. Jahrhundert durch den Bau der Bundesstraße 76 und des Wikingturms stark verändert, indem das Tegelnoor und die Otter(n)kuhle (an der Grenze zu Busdorf/Bustrup) zugeschüttet und das Öhr seinen Status als Halbinsel verlor.

## Sehenswürdigkeiten
Heute ist Friedrichsberg vor allem als Standort des Schleswiger Bahnhofs sowie als Standort mehrerer Gerichte bekannt. Zentral liegen die Friedrichstraße als Fußgängerzone und die Dreifaltigkeitskirche.
Von den Gebäuden aus der Anfangszeit sind das Gottorfer Posthaus und die Wassermühle mit ihren Hochwassermarken im Granitsockel erhalten. Ebenfalls erhalten ist der als Gästehaus von Herzog Friedrich III. erbaute Günderothsche Hof (heute Sitz des Stadtmuseums) und das um 1700 errichtete Prinzenpalais (heute Sitz des Landesarchivs).